# Straßenbahn Nizza
Die Straßenbahn Nizza (französisch Tramway de Nice) wurde im November 2007 mit einer 8,7 Kilometer langen Linie wiedereröffnet, nachdem es seit 1900 in der französischen Stadt Nizza ein elektrisches Straßenbahnnetz gegeben hatte, welches 1953 durch Busse ersetzt worden war. Seit Herbst 2019 sind Straßenbahnfahrzeuge auf insgesamt drei Linien im Einsatz.

## Tramway de Nice et du Littoral (1879–1953)

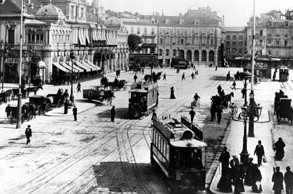
Historische Straßenbahnen in Nizza, Place Masséna

Die erste Straßenbahn in Nizza fuhr 1879 in Form einer Pferdestraßenbahn. 1900 begann die Elektrifizierung, welche 1910 abgeschlossen werden konnte. Bis 1906 entstand ein meterspuriges Netz, das sich weit über die Stadtgrenzen hinaus ins Umland erstreckte. 1921 waren 11 Linien in Betrieb. Einige der Strecken dienten auch dem Güterverkehr. So gab es beispielsweise die Küstenlinie, die Cagnes-sur-Mer über Nizza mit Monaco und Menton verband. In Cagnes-sur-Mer war ein Umsteigen zur Straßenbahn Cannes möglich.
1927 wurde mit 27 Millionen Fahrgästen die höchste Beförderungsleistung erreicht. Zwei Jahre später wurden die ersten Linien aufgegeben, es blieb aber immer noch ein 150 Kilometer langes Streckennetz übrig. Die außerstädtischen Strecken wurden 1934 vollständig stillgelegt. 1939 waren noch vier innerstädtische Linien in Betrieb. Während des Zweiten Weltkrieges wurden wegen Busmangels zwei Teilstrecken reaktiviert. Die endgültige Stilllegung erfolgte am 10. Januar 1953.
Von 1941 bis 1970 existierte in Nizza ein Trolleybusnetz. Nach dessen Einstellung wurden die Anfang der 1960er Jahre von Vetra-Berliet erworbenen Busse Nr. 21 bis 28 nach Saint-Étienne verkauft.

## Die neue Straßenbahn (ab 2007)
Der Gemeinderat von Nizza legte im April 2000 die Linienführung der ersten neuen Straßenbahnlinie fest und entschied sich zugleich für ein konventionelles, auf Stahlrädern verkehrendes Straßenbahnsystem. Als Alternative war eine Straßenbahn auf Gummirädern angedacht gewesen. Zwischen 1986 und 1996 wurde auch der Bau einer VAL-Metro untersucht; diese erwies sich allerdings als viermal so teuer wie eine Straßenbahn. Ziele bei der Wiedereinführung der Straßenbahn waren die Begrenzung des motorisierten Individualverkehrs, die Erhöhung der Lebensqualität, die Revitalisierung der Innenstadt sowie stadtgestalterische Gedanken, insbesondere die Bewahrung des architektonischen Erbes der Stadt. Bauvorbereitende Arbeiten begannen im Juli 2003, eigentlicher Baubeginn war im Januar 2005. Am 24. und 25. November 2007 wurde die erste Linie eröffnet, am 26. November 2007 der planmäßige Betrieb aufgenommen.
Im Gegensatz zum Meterspurnetz der „Tramway de Nice et du Littoral“ ist das neue Netz in Regelspur ausgeführt. Der Betrieb erfolgt elektrisch mit einer Fahrdrahtspannung von 750 Volt Gleichspannung, wobei es auch Abschnitte ohne Oberleitung gibt: Bei Linie 1 500 m, bei Linie 2 rund 80 % der Strecke und die Linie 3 kommt komplett ohne Fahrdraht aus.
Bau und Betrieb der Straßenbahn erfolgten im Auftrag des 2002 gegründeten Gemeindeverbunds Communauté d’agglomération de Nice-Côte d’Azur (CANCA). Für die erste Baustufe der Tramway de Nice fielen Kosten von rund 560 Millionen Euro an, die zum Großteil durch die CANCA gedeckt wurden. Triebwagen und Anlagen der Straßenbahn sind im Besitz der CANCA. Dieser Verbund ging 2012 auf in dem Gemeindeverband Métropole Nice Côte d’Azur. Der kündigte den Betriebsvertrag mit der Société des Transports de Nice (ST2N), einem Tochterunternehmen des Veolia-Environnement-Konzerns. Seit 1. September 2013 werden die Straßenbahnen und Busse vom neugegründeten öffentlichen Verkehrsunternehmen Régie Ligne d’Azur (RLA) betrieben.
Im Rahmen der Auftragsvergabe an Thales Engineering and Consulting (THEC) wurden Bestechungsvorwürfe laut, die den früheren Chef von THEC, Michel Josserand, nach seinem Wechsel zum EADS-Konzern einholten.
Joussand erhielt 2008 eine Strafe von 18 Monaten Haft, davon 6 Monate unbedingt. Noch höher bestraft wurde der städtische Verkehrsreferent Dominique Monleau. Das Unternehmen wurde zu 600.000 EUR Buße verurteilt, entzog sich der Überweisung jedoch durch seine Auflösung und Integration des Betriebes in ein anderes Konzernunternehmen. Darauf wurde gegen das Mutterunternehmen ermittelt, das zur Insolvenz beigeholfen habe. 2015 wurde Thales wegen „Verschleierung und Mitschuld an der betrügerischen Organisation der Insolvenz“ zur Zahlung einer Buße von 1 Mio. EUR verurteilt.

### Die Linie 1

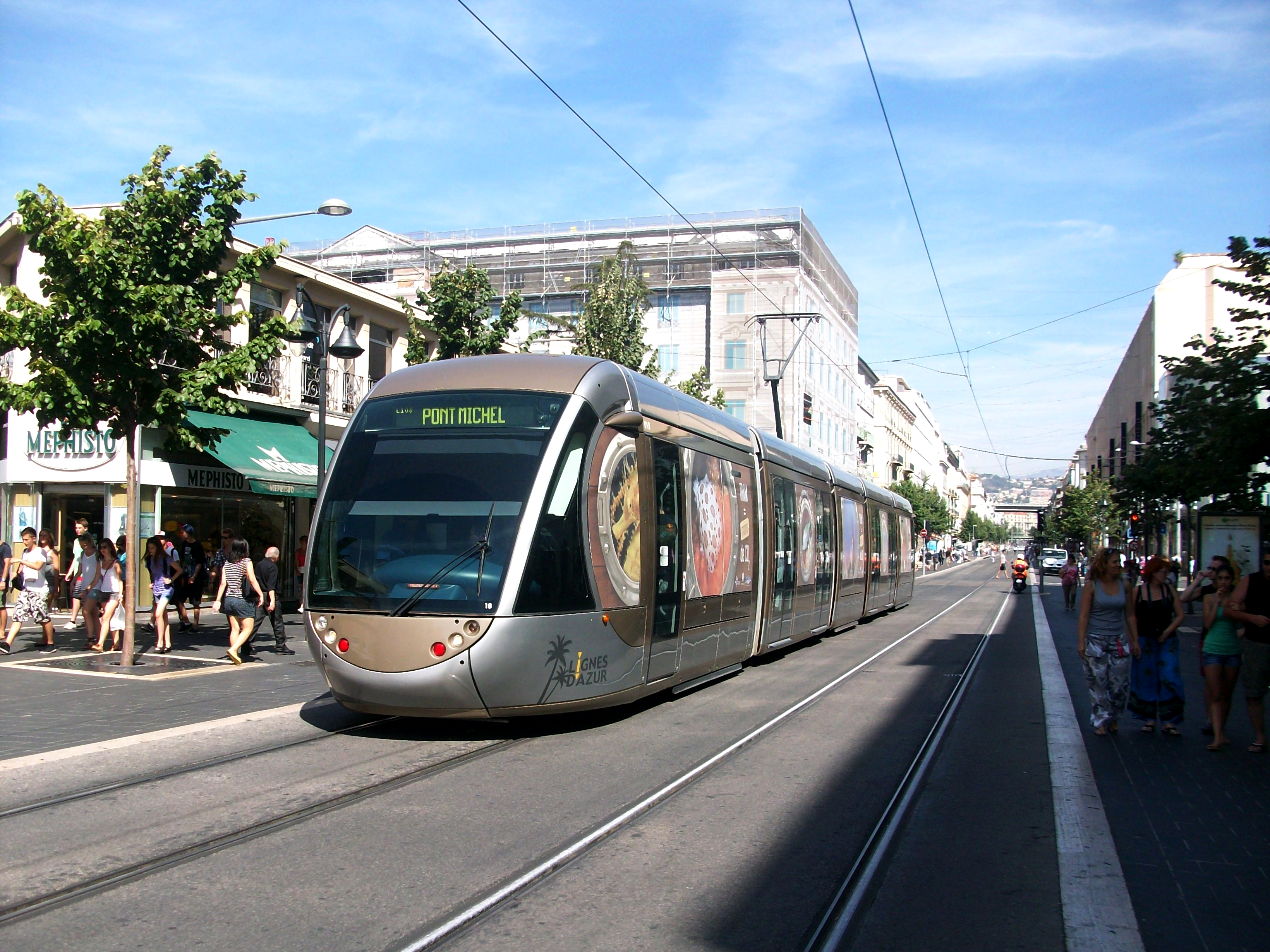
Citadis 302 in der Avenue Jean Médecin

Verlauf der Linie 1

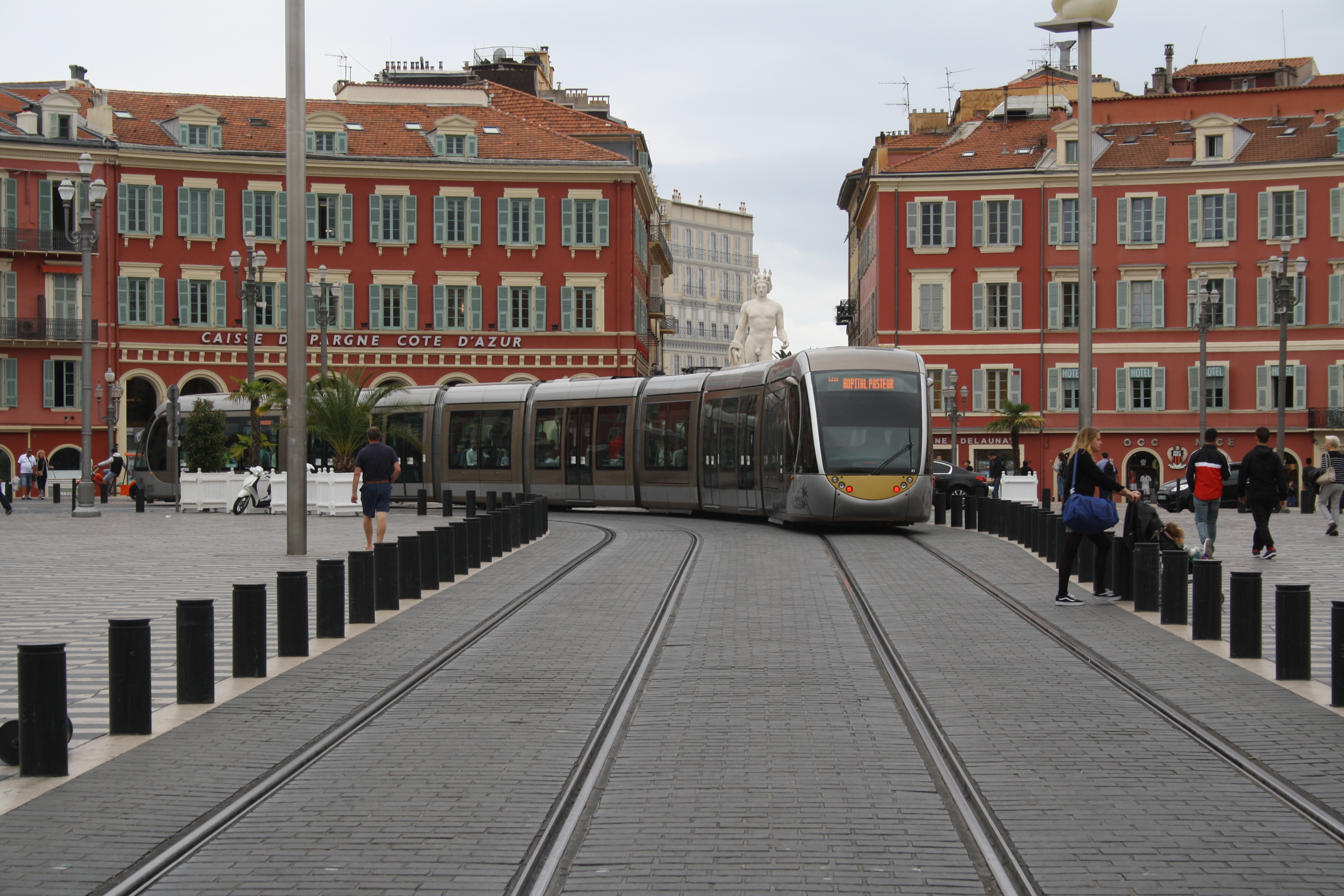
Citadis 402 auf der Place Masséna

Von der Endhaltestelle «Henri Sappia» im Norden Nizzas führt die Linie 1 über das Stade du Ray, die zentrale Einfallstraße Avenue Jean-Médecin, den Hauptbahnhof, zentrale Punkte der Innenstadt wie die Place Masséna und die Place Garibaldi sowie den Campus Saint-Jean-d’Angely der Universität Nizza Sophia-Antipolis nach „Pont Michel“ im Nordosten der Stadt und seit der Verlängerung weiter bis «Hôpital Pasteur». Mehr als ein Drittel der Wohnungen und Arbeitsplätze der Stadt Nizza liegen im fußläufigen Einzugsgebiet der 21 Stationen der gewählten Route. Die durchgehend zweigleisige Strecke ist insgesamt 8,7 Kilometer lang, weitgehend vom übrigen Verkehr getrennt und verwendet teilweise Rasengleis. Auf einem 500 m langen Abschnitt in der Innenstadt wurde aus städtebaulichen Gründen auf eine Oberleitung verzichtet (siehe Städtebau und Gestaltung). Die Fahrzeuge werden dort aus dem mitgeführten Batteriespeicher versorgt.
Kritisiert wird die fehlende direkte Anbindung des Hauptbahnhofs und des Endbahnhofs der schmalspurigen Chemins de fer de Provence (CP), die im Interesse einer geradlinigen Linienführung unterblieben war. Zwischen den Bahnhöfen und den jeweiligen Haltestellen sind 200 Meter Fußweg zurückzulegen; teils wurde der Bau einer kurzen Stichstrecke zum Bahnhofsvorplatz gefordert.
Der Betriebshof schließt sich an die Endstation «Henri Sappia» (ursprünglich „Las Planas“) an. Die enge Bebauung und das topographisch bewegte Gelände erforderten eine ungewöhnliche Lösung, bei der die Zufahrt zum Betriebshof über eine Vollkehre erfolgt, die die Strecke zur Innenstadt überquert. Der Betriebshof wurde mit einem dreigeschossigen Parkhaus überbaut, das – unmittelbar an der Autoroute A8 gelegen – 765 Park-and-ride-Plätze bietet. An zwei weiteren Stationen bestehen Park-and-ride-Anlagen mit zusammen 410 Parkplätzen.
Die ursprünglichen Fahrgastschätzungen werden bereits bei der Betriebsaufnahme übertroffen. Im Mai 2008 nutzten täglich 65 000 bis 70 000 anstelle der prognostizierten 55 000 bis 60 000 Personen die werktags alle sechs, spätabends und am Wochenende alle acht bis 15 Minuten verkehrende Straßenbahn. Im Jahr 2010 nutzten 23,4 Millionen Fahrgäste die Tram.

### Die Linie 2

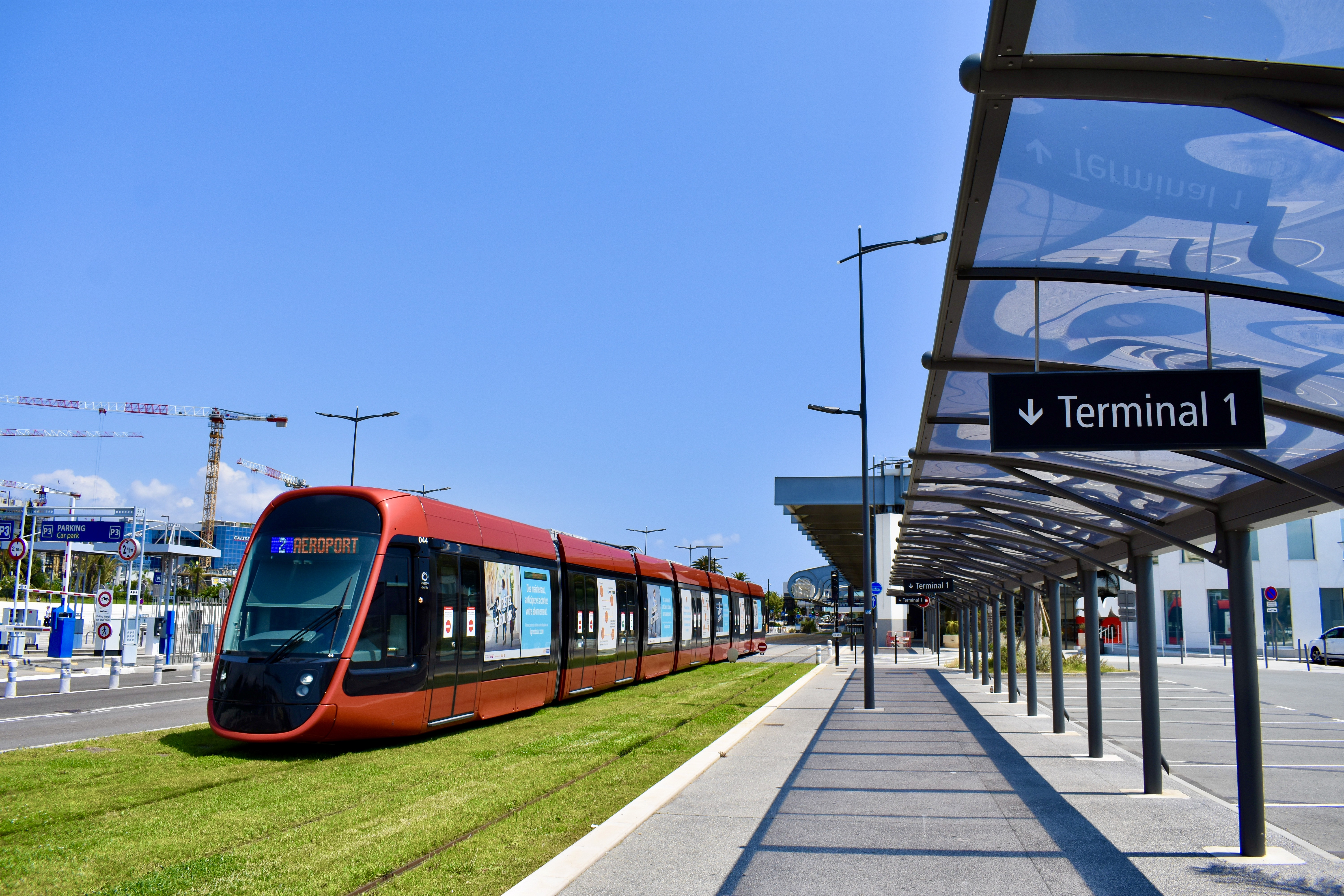
Zug der Linie 2 an der Station Terminal 1 des Flughafens

Verlauf der Linie 2

Eine erste Teilstrecke von 7 km Länge zwischen CADAM/Centre administratif im Westen und Magnan wurde am 30. Juni 2018 in Betrieb genommen. Zum Jahresende 2018 folgte der Abzweig bis zum Flughafen Nizza und am 28. Juni 2019 die Strecke Magnan – Jean-Médecin, die in die Altstadt führt. Vollständig war die Linie 2 mit der Eröffnung des östlichen, bis zum Hafen führenden Abschnitts Jean Médecin – Port Lympia am 14. Dezember 2019. Die Gesamtlänge der Linie beträgt 11,3 km. Im Bereich der Altstadt von Nizza verläuft die Linie auf 3,2 km Länge im Tunnel; dort befinden sich vier unterirdischen Haltestellen.
Nur der Tunnelabschnitt ist mit einer Oberleitung ausgestattet, während die Stromversorgung auf dem oberirdischen Teil von 80 % der Strecke ohne Fahrdraht auskommt. Dabei erfolgt die Energiezufuhr mit einem innovativen System von Alstom: das als Weiterentwicklung des APS-Systems entstandene SRS-System kam hier zum ersten Mal zum Einsatz. Im Unterschied zu APS wird bei SRS keine durchgehende Stromschiene verwendet, sie liegt nur im Bereich der Haltestellen. Jeder Triebwagen ist mit einem sogenannten Ecopack (einer Kombination von Batterie und Superkondensatoren) und einem Stromschienen-Stromabnehmer ausgerüstet. Die Züge halten über der Stromschiene, der Stromabnehmer wird abgesenkt und innerhalb von 20 Sekunden kann ausreichend Energie für die Weiterfahrt bis zur nächsten Station übertragen werden. Die Züge sind mit einem Lithium-Ionen-Superkondensator mit 13,5 kWh Speicherkapazität ausgestattet. Damit können unvorhergesehene Stopps überbrückt werden und im Tunnel die nächste unterirdische Haltestelle erreicht werden, falls dort der Fahrstrom aus der Oberleitung ausfallen sollte.

### Die Linie 3

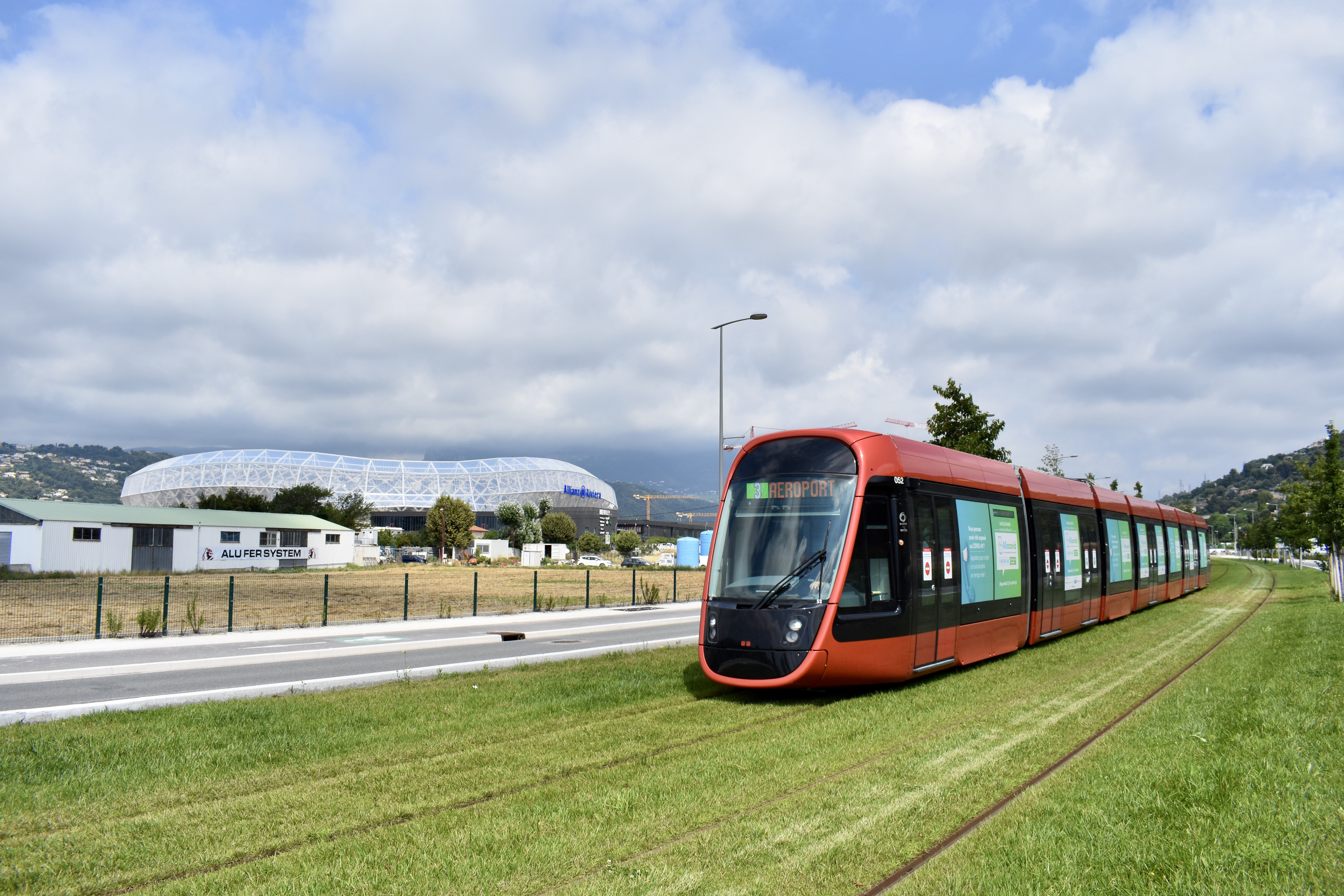
Zug der Linie 3 südlich der Station Stade

Verlauf der Linie 3 mit geplanter Verlängerung über Saint-Isidore hinaus

Nach einer Bauzeit von etwa 18 Monaten konnten am 13. November 2019 von Aéroport – Terminal 2 bis Saint-Isidore 11 der geplanten 13 Haltestellen der Linie 3 in Betrieb genommen werden. Die Eröffnung der nördlichen Verlängerung bis Lingostière Centre commercial ist für 2030 geplant.
Die Strecke verläuft von der Haltestelle Aéroport – Terminal 2 in nördlicher Richtung. Bis Digue des Français verläuft die Linie 3 auf 3,3 km gemeinsam mit der Linie 2. Die restlichen 3,7 km wurden neu gebaut. Die Gleise liegen im Neubaubereich im breiten Grünstreifen, welcher die Fahrbahnen einer mehrspurigen Straße voneinander trennt.
Die Technik der Strecke entspricht dem oberirdischen Teil der Linie 2; die Fahrzeuge können auf beiden Linien eingesetzt werden.

### Fahrzeuge
Linie 1

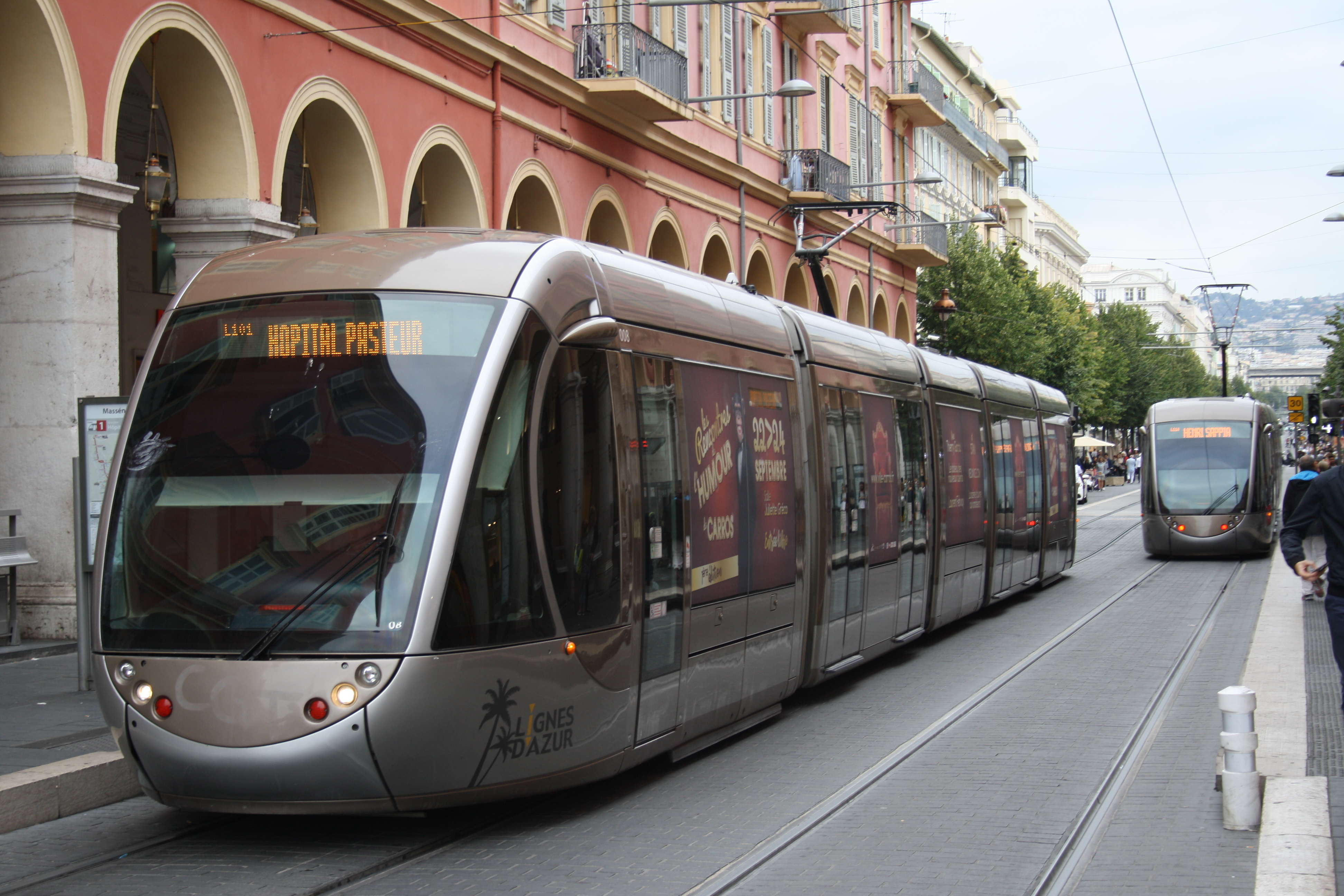
Systemwechselstelle Masséna – der linke Zug senkt den Dachstromabnehmer

Für den Verkehr auf der Linie 1 stehen 13 Gliedertriebzüge (Nummern 01–13) des Typs Citadis 302 des Herstellers Alstom und 15 Züge (Nummern 14–28) des Typs Citadis 402 zur Verfügung.
Ursprünglich waren alle 28 Wagen fünfteilig. Sie sind klimatisiert und haben eine Länge von 33,02 Metern, eine Breite von 2,65 Metern und besitzen je 62 Sitz- und 243 Stehplätze (bei angenommenen sechs Personen je m²). Sie haben einen Niederfluranteil von 100 %, sind also durchgehend niederflurig, an den Haltestellen ist der Einstieg niveaugleich. Bei einer Höchstgeschwindigkeit von 70 km/h wird auf der Linie 1 eine durchschnittliche Reisegeschwindigkeit von 18 km/h erreicht.
Für die Inbetriebnahme der Linie 1 wurden 20 Triebwagen bestellt. Aufgrund der unerwartet hohen Fahrgastzahlen wurden acht weitere Fahrzeuge bestellt, welche ab Juni 2010 ausgeliefert wurden und eine Taktverdichtung der Linie 1 auf vier Minuten ermöglichten. Diese neueren Züge unterscheiden sich nur in Details von der ersten Serie.
Um die weiter steigenden Fahrgastzahlen fassen zu können, wurde 2010 beschlossen, 15 Fahrzeuge um zwei Module auf 44 Meter zu verlängern. Damit wurde die Kapazität um 30 % erhöht. Das Laufwerksmodul ist angetrieben, das zweite Modul hat auf jeder Seite aus Festigkeitsgründen nur eine Tür. Eins der neuen Module erhielt zusätzliche Batterien, gleichzeitig wurden neue Farbbildschirme eingebaut. Das erste verlängerte Fahrzeug wurde im September 2012 der Öffentlichkeit vorgestellt und befindet sich seit Mitte November 2012 im Fahrgastbetrieb.
Linien 2 und 3
Für die Linien 2 und 3 wurden zunächst 25 Wagen des Typs Citadis 405 erworben. Sie tragen die Fahrzeugnummern 029 bis 053. Im November 2019 wurde ein Option über 9 baugleiche Fahrzeuge eingelöst. Diese stehen seit Sommer 2022 für den Einsatz auf den Linien 2 und 3 zur Verfügung und tragen die Fahrzeugnummern 054 bis 062.

### Städtebau und Gestaltung

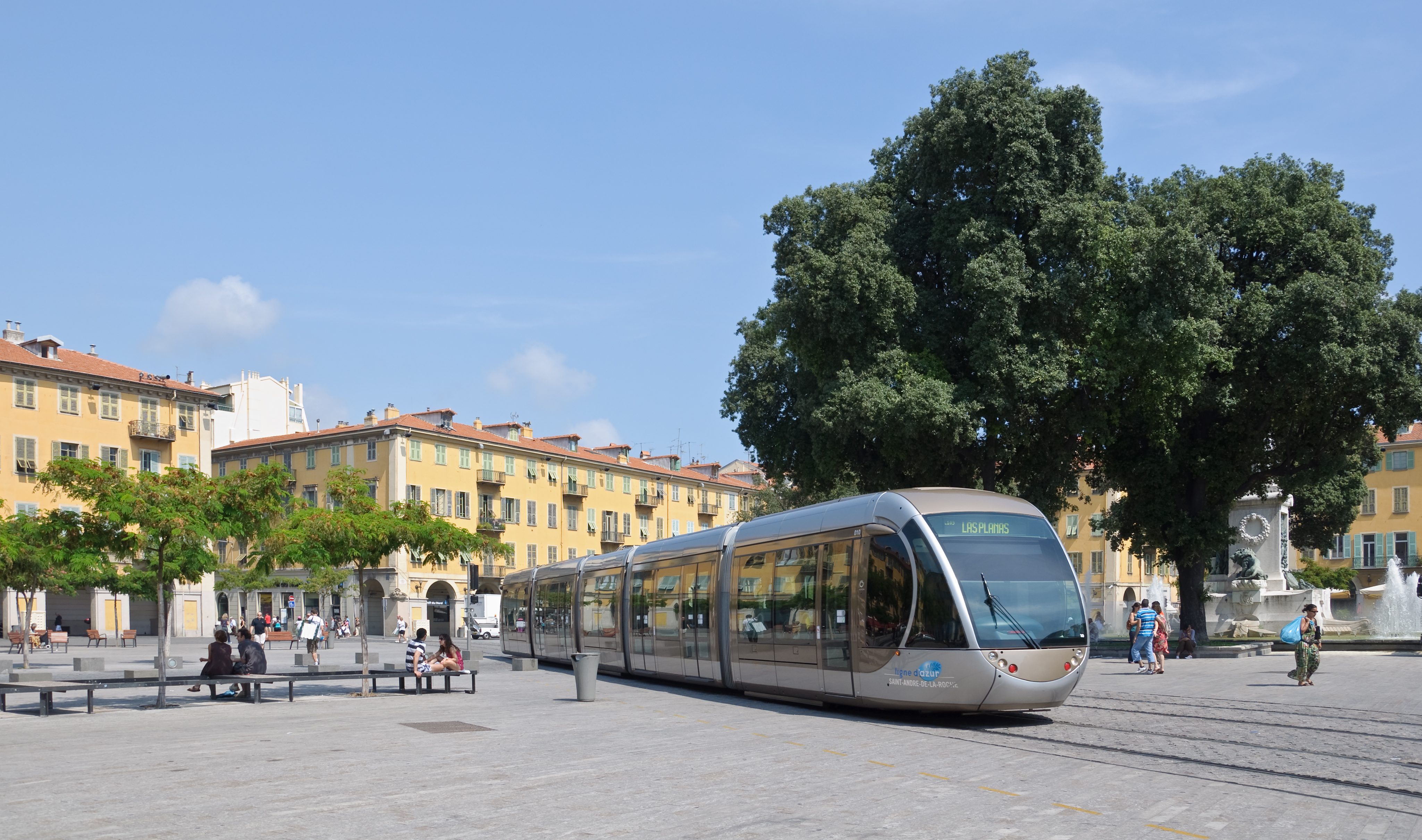
Place Garibaldi: Straßenbahnzug im Batteriebetrieb

Der Bau der ersten Straßenbahnstrecke wurde mit der Einführung von Fußgängerzonen verbunden, unter anderem im Bereich der Haltestelle Libération und im Bereich Place Masséna, der seine Funktion als große Verkehrskreuzung verlor.
Eine Besonderheit bietet die Stromversorgung: In den Bereichen Place Masséna und Place Garibaldi wurde auf Länge von 435 beziehungsweise 485 Meter auf die Oberleitung verzichtet, um das historische Stadtbild nicht zu beeinträchtigen und für die hochaufgebauten Wagen des Karnevalsumzugs von Nizza die Durchfahrtshöhe nicht einzuschränken. Zur Überquerung dieser Plätze wird auf Batteriebetrieb umgeschaltet. Die Batterien befinden sich auf den Wagendächern, sie werden auf den elektrifizierten Teilstrecken geladen. Die meterspurige Straßenbahn vor 1953 verfügte über Abschnitte mit einer unterirdischen Stromzuführung.
Entlang der 2007 eröffneten Strecke finden sich 14 Kunstwerke von 15 Künstlern; insgesamt investierte die CANCA 3,3 Millionen Euro in die künstlerische Ausgestaltung. Zu den Kunstwerken gehört eine Gruppe von sieben, nachts leuchtenden Skulpturen von Jaume Plensa, die in neun Meter Höhe über der Place Masséna installiert wurden. Künstlerisch gestaltet sind auch die Namensschilder der Haltestellen. Diese wurden mit Sinnsprüchen ergänzt, die die Fahrgäste zum Innehalten inspirieren sollen. In den Straßenbahnen wird die Haltestellenansage mit Klangcollagen unterlegt, die je nach Tages- und Jahreszeit wechseln.

### Geplante Streckenergänzungen

Langfristig geplantes Streckennetz

Weitere Ausbaupläne sehen eine Erweiterung des Netzes insbesondere im Westen und Norden des Großraums Nizza vor:
- Die Linie 3 soll von ihrem aktuellen nördlichen Ende in Saint-Isidore um rund 2300 Meter Strecke nach Norden zum Einkaufszentrum in Lingostière verlängert werden. Die Strecke soll auch eine Haltestelle am Bahnhof Nice-Lingostière der Chemins de fer de Provence (CP) erhalten. Auf dem Abschnitt zwischen Lingostière und der Innenstadt von Nizza würde die Tram damit in Konkurrenz zur Bahnstrecke Nizza–Digne-les-Bains treten.
- Die Verlängerung der Linie 1 um etwa vier Kilometer bis in die Gemeinde La Trinité im Tal des Paillon-Flusses wurde zugunsten der anderen erfolgten Streckenerweiterungen zurückgestellt.[26]
- Eine weitere Streckenergänzung als Linie 4 ist von Grand Arénas um rund sechs Kilometer nach Cagnes-sur-Mer geplant.